# محمد نذیر احمدزی
محمد نذیر احمدزی (زاده ۱۳۵۱ ولسوالی محمدآغه ولایت لوگر) سیاستمدار افغانستان و نماینده مردم کوچی در دوره شانزدهم مجلس نمایندگان است. وی در مجلس شانزدهم نمایندگان افغانستان عضو کمیسیون کوچی‌ها، قبایل، امور مهاجرین و بیجاشدگان می‌باشد.

## زندگی‌نامه
محمد نذیر احمدزی زاده ۱۳۵۱ از ولسوالی محمدآغه ولایت لوگر می‌باشد. تحصیلات متوسطه خود را در لیسه/دبیرستان جناح در سال ۱۳۶۷ در پاکستان به اتمام رسانید و سند کارشناسی خود را در رشته حقوق و علوم سیاسی از دانشگاه اکسیس در سال ۱۳۸۴ در پاکستان بدست آورد. وی همچنین عضو حزب اجماع ملی می‌باشد.

## دیگر فعالیت‌ها
دیگر فعالیت‌های ایشان:
- معاون شورای سراسری کوچی‌ها.
- رئیس شورای اقوام احمدزی.
- سر مشاور USAID.
- رئیس ارکان غند جهادی
- مسئول کمپین حامد کرزی در لویه جرگه اضطراری.
- رئیس کمپین اشرف غنی احمدزی در انتخابات ریاست جمهوری